# État de grâce
Pour les articles homonymes, voir État de grâce (homonymie).
L'état de grâce, dans le langage du christianisme, est une faveur surnaturelle accordée par Dieu. Cette expression est souvent reprise, au sens figuré, par les médias.

## Métaphore journalistique
Dans le langage journalistique, elle peut être utilisée pour désigner le moment de la vie politique pendant lequel l'opinion publique d'un pays est majoritairement favorable aux nouveaux dirigeants qui viennent d'accéder au pouvoir à la suite d'une élection. Les journalistes parlent aussi souvent des « 100 jours » comme étant une période privilégiée pour un nouvel élu, par exemple en France ou en Allemagne.
Cette expression est aussi très usitée dans le journalisme sportif. 